# Улица Юрия Ильенко (Киев)
Улица Юрия Ильенко — улица в Шевченковском районе города Киева. Пролегает от улицы Сечевых Стрельцов и Лукьяновской площади до улицы Елены Телиги.
К улице Юрия Ильенко примыкают улицы Довнар-Запольского, Герцена, Древлянская, Академика Ромоданова, Дорогожицкая, Семьи Хохловых и Оранжерейная.

## История
Улица возникла в 1-й половине XIX века на древней Житомирской дороге, составляла часть Житомирской улицы (вместе с нынешней улицей Сечевых Стрельцов). Первоначально улица упиралась в ответвление Бабьего Яра. В 1950-х годах продлена до современной улицы Елены Телиги.
В 1869 году улица получила название Дорогожицкая (в конце XIX — начале XX века Большая Дорогожицкая), от местности Дорогожичи. С 1923 года — улица имени Ювенария Димитриевича Мельникова, в честь Ювеналия Мельникова — одного из первых в Киеве пропагандистов социал-демократических взглядов; он содержал на этой улице школу-мастерскую, которая была фактически марксистским кружком. На практике в 1920—1960-х годах одновременно использовались названия улица Мельникова и улица Мельника. В 1928 году название улицы было уточнено — улица Ювеналия Мельникова, с 1944 года — снова Дорогожицкая. Снова улица Мельникова — с 1957 года
11 октября 2018 года на пленарном заседании депутаты Киеврады приняли решение о переименовании улицы в честь Юрия Ильенко. Решение о переименовании вступило в силу 7 ноября 2018 года.

## Застройка
Застройка улицы началась во второй половине XIX столетия. Среди небольших жилых домов выделялись значимые общественные сооружения: 6-я гимназия, Тираспольские казармы, приют для детей военных. Нынешняя застройка сложилась преимущественно в советское время.
- Здание 8 (бывшая Большая Дорогожицкая, 44) — двухэтажный особняк в стиле развитого модерна, так называемый «Дом с ирисами». Сооружён в 1911 году по проекту гражданского инженера Владимира Адриановича Бессмертного по заказу головы Киевского окружного суда Николая Степановича Грабаря. С установлением советской власти в национализированном особняке был обустроен детский дом № 22, где с весны 1921 года воспитателем и заведующим был писатель Степан Васильченко. В 1922—1925 годах в особняке функционировала трудовая школа № 61 имени И. Франко. В особняке же оставался детский дом до 1934 года, когда тут размещалось Украинское отделение Всесоюзного общества культурных связей с зарубежьем, которое занимало особняк до 1940 года. С середины 1940-х годов в особняке были разные учреждения.
- Здание 14 (бывшая Большая Дорогожицкая, 52)[6] — бывшее частное здание, возведённое в 1907 году[7] (по некоторым источникам — в 1905 г.[8]) для Киевского купца Бернарда Себастьяновича Миллера, под руководством архитектора Кривошеева. Сразу после окончания строительства особняк арендовала Земская фельдшерско-акушерская школа. При школе действовала амбулатория, где преподаватели принимали пациентов, а ученики им помогали. В годы Первой мировой войны тут находился земской госпиталь, на базе которого был даже сформирован санитарный эшелон, о чём напоминает мемориальная доска на фасаде здания.
- Здание 16 — особняк, принадлежавший генералу Пышенкову, потом его наследникам. В 1908 году здание арендовала новосозданная Шестая мужская гимназия, которая потом переехала в собственное помещение по адресу ул. Мельникова, 81. В советское время особняк надстроили.
- Здание 20 — двухэтажный особняк был возведён в начале XX века для собственницы участка Евфросинии Семенкевич. В конце XX столетия здание по проекту архитектора Ирины Клименко перестроили под районный Дом детского технического творчества. Здесь находится Киевский городской центр по работе с женщинами.
- Здание 22 — пятиэтажный особняк («сталинка») был построен в средине XX века. Сейчас — жилой дом с конторами в некоторых квартирах. К придомовой территории относятся двор с парковкой для транспорта, спортивной площадкой и футбольным полем. Рядом с домом находится парк И. П. Котляревского с детской площадкой и фонтанами.
- Здание 24 (бывшая Большая Дорогожицкая, 68) — здание, возведённый на городские средства, для размещения бойцов 131-го пехотного Тираспольского полка, дислоцированного в Киеве. Прямо на улицу выходило помещение штаба полка, а в глубине подворья были казармы и плац.
- Здание 28 — особняк, что принадлежал провизору Викентию Владиславовичу-Эдуардовичу Керекешу.
- Здание 30 — особняк, построенный в 1899 году. Принадлежал Филиппу Степановичу Баккалинскому (1835—1908), участнику русско-турецкой войны на Балканах 1877—1878 годов, который приобрёл участок в 486 квадратных саженей под строительство за 3426 рублей.

По адресу ул. Юрия Ильенко, 81 (бывшая Большая Дорогожицкая, 75) находятся сразу несколько старинных домов. Один из них — здание Шестой мужской гимназии, возведённое в 1912—1913 годах Петром Андреевичем Жуковым по проекту А. В. Кобелева. При гимназии была 7-я земская больница. По тому же адресу находилось здание Алексеевского приюта для детей военных, построенное в 1901—1902 годах архитектором Сергеем Павловичем Беком, по проекту Иеронима Китнера, одного из авторов комплекса Политехнического института.
Также на улице Юрия Ильенко есть несколько интересных сооружений советских времён. Здание 32 возведённое перед самой Великой Отечественной войной для личного состава Днепровской военной флотилии. Здание № 75, на пересечении улиц Мельникова и Якира, построенное в 1930-х годах для работников НКВД.
В 1973 году поблизости от улицы Мельникова был осуществлён монтаж самого высокого сооружения Украины — Киевской телебашни. В то же время по адресу ул. Юрия Ильенко, 42 начинает сооружаться аппаратно-студийный комплекс Республиканского телецентра. Сейчас это здание Национальной телекомпании Украины.
В здании 36, возведённому в 1980-е годы по проекту Игоря Шпары, находилась Киевская высшая партийная школа при ЦК КПУ (сейчас тут расположены Институт международных отношений и Институт журналистики). Перед строительством был снесён Акклиматизационный сад АН Украинской ССР, основанный академиком Николаем Кащенко в 1913 году. Поблизости от здания № 39 растёт единственное уцелевшее дерево Сада — платан, возраст которого составляет около 120 лет, высота — 25 м, обхват — 3 м. По данным Киевского эколого-культурного центра, который в 1997 году взял дерево под охрану, это самый старый и самый крупный платан в Киеве.

## Памятники и мемориальные доски
- Памятник И. П. Котляревскому (сквер на пересечении ул. Юрия Ильенко и Герцена)
- Памятный знак велосипедистам, погибшим на дорогах (дом № 2-А). Установлен 13 декабря 2008 года.
- Мемориальная доска Власову Василию Ивановичу (дом № 2/10). Барельеф, изготовленный из бронзы; скульптор С. И. Гайдар
- Мемориальная доска Николаю Кащенко (дом № 45), архитектор П. И. Макушенко. Установлена 29 марта 1954 года. Утеряна.
- Мемориальная доска в честь формирования санитарного поезда № 1048 (дом № 14). Гранит, архитектор И. П. Прокопенко. Открыт в ноябре 1973 года.
- Мемориальная доска Васильченко Степану Васильевичу (дом № 81; не сохранилась).

## Важные учреждения
- Посольство Республики Грузия (дом № 83-Д)
- Посольство Республики Казахстан (дом № 26)
- Общеобразовательная школа № 61 (дом № 39)
- Издательство «Веселка» (дом № 63)
- Государственный архив Киевской области (дом № 38)
- Отраслевой государственный архив Государственного департамента Украины по вопросам исполнения наказаний (дом № 81)
- Детская клиническая больница № 8 Шевченковского района (дом № 18)
- Институт журналистики Киевского национального университета и институт международных отношений Киевского национального университета им. Т. Шевченко (дом № 36/1)
- Научный центр радиационной медицины АМН Украины (дом № 53)
- Киевский городской центр работы с женщинами (дом № 20)
- Первый Киевский медицинский колледж (дом № 14)
- Киевский телецентр (Первый и 1+1) и Музей телевидения НОТУ (дом № 42)
- Детская стоматологическая клиника № 2 Шевченковского района (дом № 69-А)
- Спорткомплекс «Авангард» (дом № 48)
- Национальная академия прокуратуры Украины (дом № 81-Б)

## Транспорт
- Троллейбусы 16, 18, 19, 23, 28, 33
- Автобус 31, 47, 50
- Маршрутные такси 166, 179, 181, 439, 496, 499, 558, 586, 598[источник не указан 1241 день]
- Трамвайная линия существовала в 1892—1996 годах
- Станция метро «Лукьяновская»
- Станция метро «Дорогожичи»

## Почтовый индекс
04050, 04119